# Guillaume-François Le Trosne
Guillaume-François Le Trosne, född 13 oktober 1728 i Orléans, död 26 maj 1780 i Paris, var en fransk nationalekonom och fysiokrat. Han var särskilt känd för sin kritik av merkantilism.

## Fotnoter
1. 1 2  Bruno Delmas & Rémi Mathis (red.), Annuaire prosopographique : la France savante, CTHS person-ID: 100199, läst: 9 oktober 2017.[källa från Wikidata]
2. 1 2 3  Aleksandr M. Prochorov (red.), Большая советская энциклопедия : [в 30 т.], tredje utgåvan, Stora ryska encyklopedin, 1969.[källa från Wikidata]
3. ↑  Летрон, Malyj entsiklopeditjeskij slovar'.[källa från Wikidata]
4. 1 2  Летрон, Гильом Франсуа, Brockhaus och Efrons encyklopediska lexikon volym 17a.[källa från Wikidata]